# Bertoald

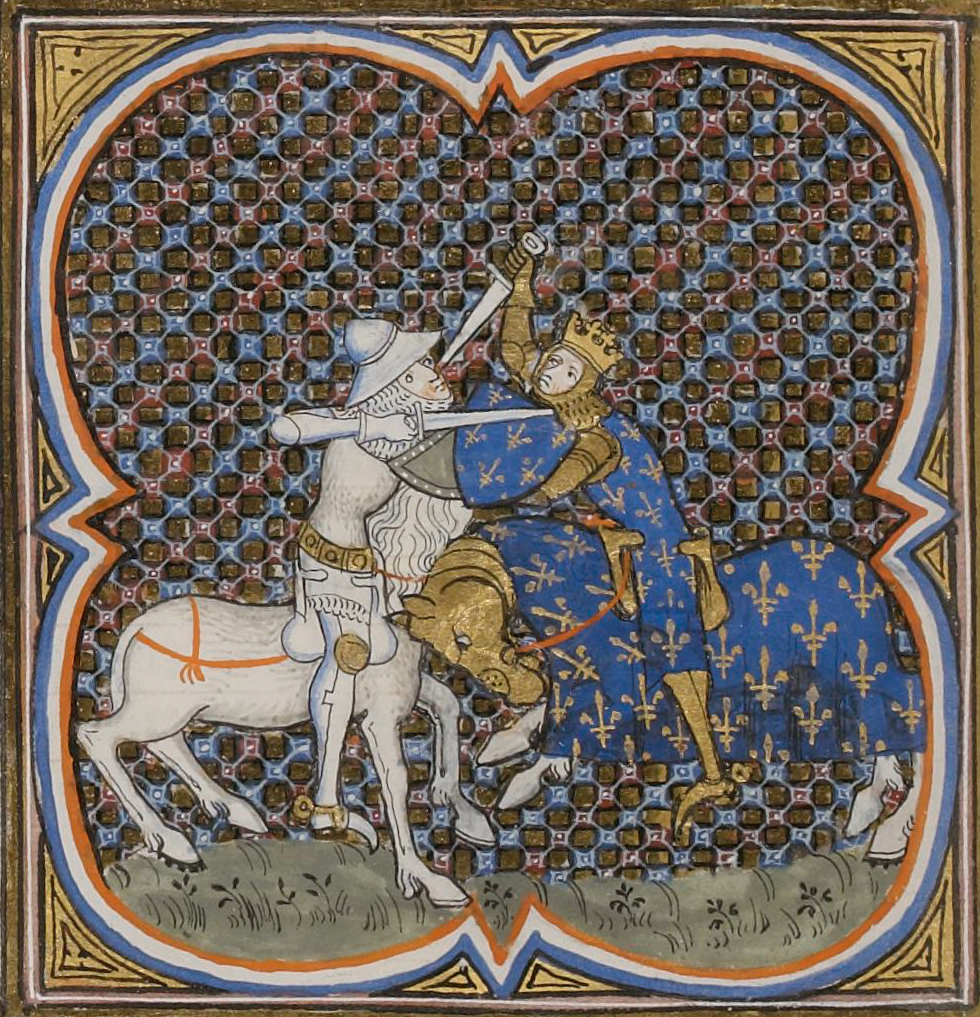
Gevecht tussen Clotharius II en Bertoald (Grandes Chroniques de France de Charles V. France, Parijs, 14e eeuw).

Bertoald was hofmeier onder koning Theuderik II van 599 tot 604. 
Bertoald werd in 604 met een leger naar het gebied tussen de Seine en Loire gestuurd om de belasting voor Theuderik II te innen. Volgens de schrijver Fredegarius gebeurde dit na tussenkomst van Koningin Brunhilde (de grootmoeder van Theuderik II). Zij wilde graag Protadius als hofmeier en stuurde daarom Bertoald op deze gevaarlijke missie. Enkele jaren eerder (rond 600) had Theuderik II dit gebied veroverd op Chlotharius II (de Neustrische koning). Chlotharius II probeerde deze belastinginning te verhinderen door een leger onder aanvoering van hofmeier Landericus en prins Merovech tegen Bertoald op te laten trekken. Bertoald was hier niet tegen opgewassen en trok zich terug in Orléans. Pas toen Theuderik II zelf met een leger optrok werden de troepen van Chlothar II verslagen. Bertoald had intussen vernomen dat Protadius de nieuwe hofmeier was geworden en zocht in het gevecht de dood.

## Beknopte bibliografie
- K. Selle-Hosbach, Prosopographie Merowingischer Amtsträger in der zeit von 511-613 Bonn, 1974 p. 56.
- J.M. Wallace-Hadrill, The fourth book of the Chronicle of Fredegar, Londen, 1960, p. 15-17 (IV 24-26).